# Sam Vincent (Schauspieler)

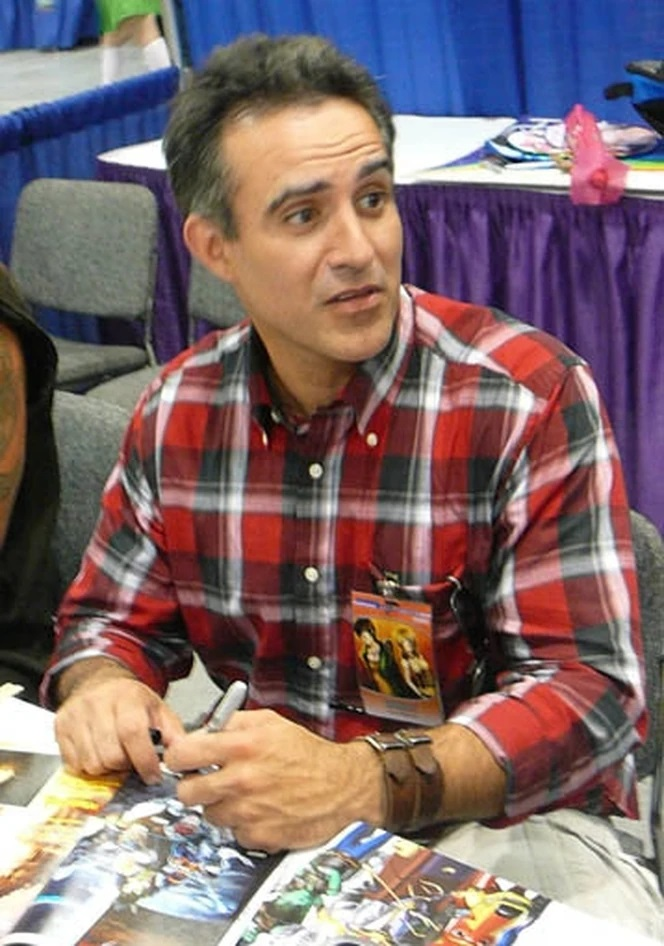
Samuel Vincent

Samuel Vincent Khouth (* 5. Oktober 1971) ist ein kanadischer Synchronsprecher und Schauspieler.

## Leben
Sam Vincent wurde 1971 geboren. Bereits im Alter von etwa 25 Jahren begann er seine Karriere als Schauspieler. Nach einigen Auftritten wurde er vermehrt als Synchronsprecher angestellt, dessen Arbeit inzwischen den Großteil seines Wirkens ausmacht.

## Filmografie (Auswahl)

### Filme
- 2000: Casper – Verzauberte Weihnachten als Spooky (Stimme)
- 2002: Simsalabim Sabrina – Freunde für immer als Craven (Stimme)
- 2006: Transformers: Optimus Prime vs. Megatron – The Ultimate Battle als Coby (Stimme)
- 2015: Bob's Broken Sleigh als Pip (Stimme)
- 2015: Tauch Timmy Tauch und die Tintenfischfamilie als Charlie
- 2022: Rock Dog 3 als Lone Wolf / Larry (Stimme)

### Serien
- 1996: Outer Limits – Die unbekannte Dimension als Akira Matsumoto und Jerome Horowitz
- 1996–1997: Pocket Dragon Abenteuer als Einstein (Stimme)
- 1998: Viper als Jesse Pollard
- 2002: X-Men: Es geht weiter als Forge (Stimme)
- 2002–2005: Baby Looney Tunes als Baby Bugs Bunny und Baby Daffy Duck (Stimme)
- 2007–2009: Storm Hawks als Aerrow, Dark Ace und Spitz / Buff (Stimme)
- 2018–2022: Ninjago als Lloyd Garmadon (2. Stimme) und Nebenrollen (Stimme)
- 2015–2017: Dinotrux als Klebo (Stimme)
- 2020: The Hollow als Rumpelstilzchen (Stimme)
- seit 2023: Ninjago: Aufstieg der Drachen als Lloyd Garmadon und Nebenrollen (Stimme)